# 乘客 (1999年電影)
《乘客》（法語：Les passagers）是一部1999年法国电影，由让-克劳德·吉盖导演，参加第52届戛纳影展一種注目单元。影片讲述巴黎有轨电车上乘客的故事。

## 演员
- 法比恩·巴布 - 饰安娜
- 菲利普·加尔齐亚诺 - 饰皮埃尔
- 布鲁诺·帕特祖鲁 - 饰大卫
- 斯特凡·里多 - 饰马可